# Beér-Seva
Beér-Seva vagy Berseba (angol átírásban Beer-Sheva, héberül: באר שבע  héber kiejtés, arabul: بِئْرْ اَلْسَبْع Bir asz-Szab  arab kiejtés) az izraeli Negev-sivatag legnagyobb városa, melyet a „Negev fővárosának” is neveznek. A város az ország déli régiójának közigazgatási központja, mely helyet ad többek között a Ben-Gurion Egyetemnek, a Soroka kórháznak és az Izraeli Beér-Seva Sinfonietta zenekarnak. A város az ország 1948-as létrejötte óta figyelemreméltóan terjeszkedett. 20 évvel ezelőtt lakossága csupán 110 800 fő volt, míg 2012-ben lakosainak száma 197 269-re volt tehető, ezzel Izrael hatodik legnagyobb városa. Mai lakosságát főleg az arab államokból és a volt Szovjetunióból bevándorolt zsidók alkotják.

## Éghajlat
| Hónap                                                                 | Jan. | Feb. | Már. | Ápr. | Máj. | Jún. | Júl. | Aug. | Szep. | Okt. | Nov. | Dec. | Év   |
| --------------------------------------------------------------------- | ---- | ---- | ---- | ---- | ---- | ---- | ---- | ---- | ----- | ---- | ---- | ---- | ---- |
| Rekord max. hőmérséklet (°C)                                          | 31,5 | 35,2 | 38,4 | 43,8 | 44,8 | 46,0 | 42,0 | 43,8 | 43,8  | 41,7 | 38,3 | 32,5 | 46,0 |
| Átlagos max. hőmérséklet (°C)                                         | 17,7 | 18,7 | 22,0 | 26,5 | 30,5 | 33,1 | 34,7 | 34,7 | 32,9  | 29,7 | 25,0 | 20,0 | 27,2 |
| Átlagos min. hőmérséklet (°C)                                         | 7,1  | 7,7  | 9,8  | 12,8 | 16,0 | 19,0 | 21,3 | 21,5 | 19,6  | 16,7 | 12,2 | 8,8  | 14,4 |
| Rekord min. hőmérséklet (°C)                                          | 1,4  | 0,5  | 2,4  | 4,0  | 8,0  | 13,6 | 15,8 | 15,6 | 13,0  | 10,2 | 3,4  | 3,0  | 0,5  |
| Átl. csapadékmennyiség (mm)                                           | 48   | 40   | 29   | 9    | 4    | 0    | 0    | 0    | 1     | 9    | 18   | 38   | 195  |
| Forrás: Israel Meteorological Service , Israel Meteorological Service |      |      |      |      |      |      |      |      |       |      |      |      |      |

## Népesség

### Népességének változása
| Lakosok száma | 1800 | 32 200 | 65 200 | 90 400 | 111 200 | 113 200 | 156 446 | 184 500 | 197 300 | 209 687 |
|               | 1949 | 1957   | 1965   | 1973   | 1981    | 1988    | 1996    | 2004    | 2012    | 2020    |

## Története

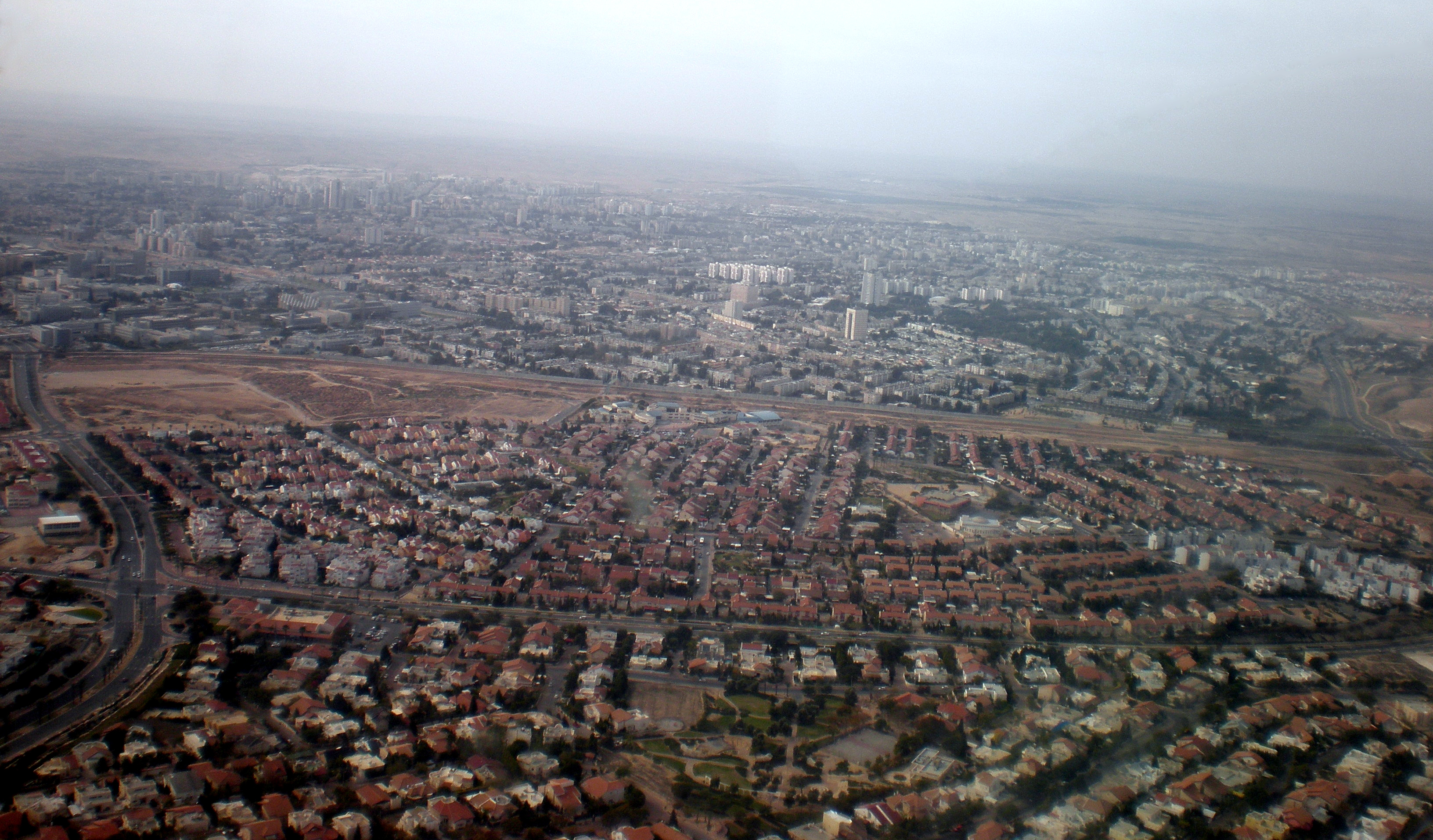
Légifotó Beér-Seváról

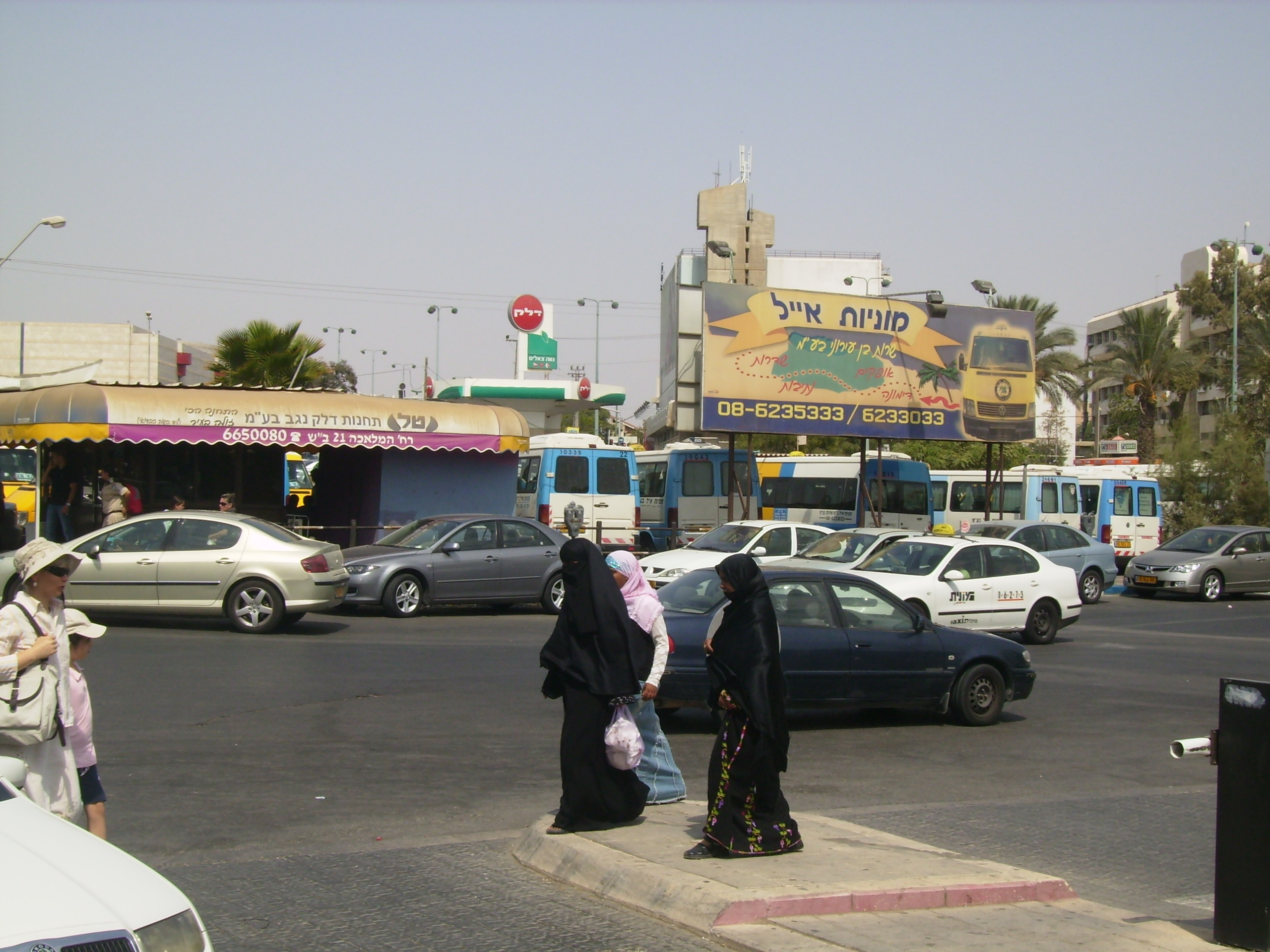
Beér-Seva belvárosa

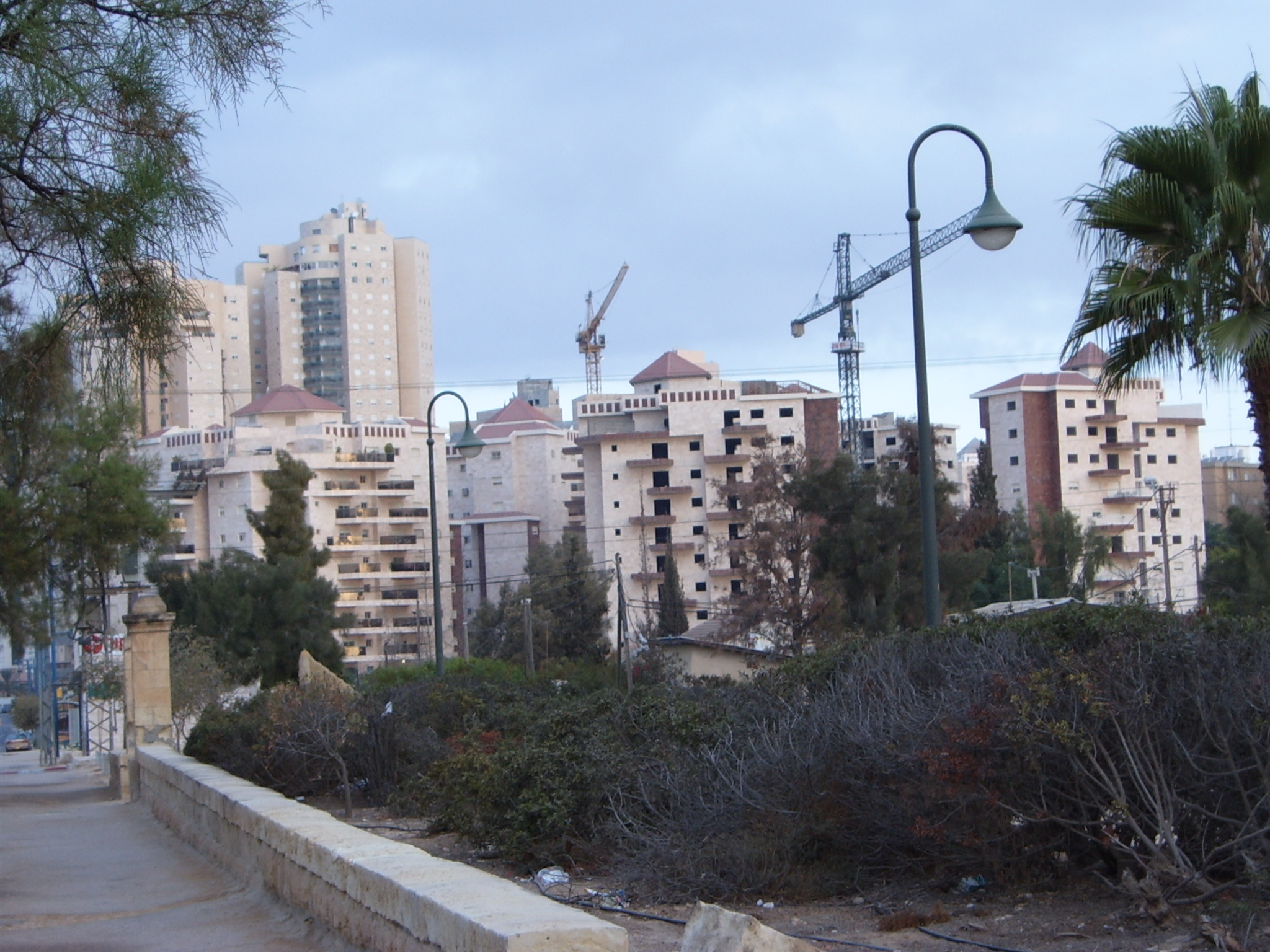
Beér-Sevai lakóházak

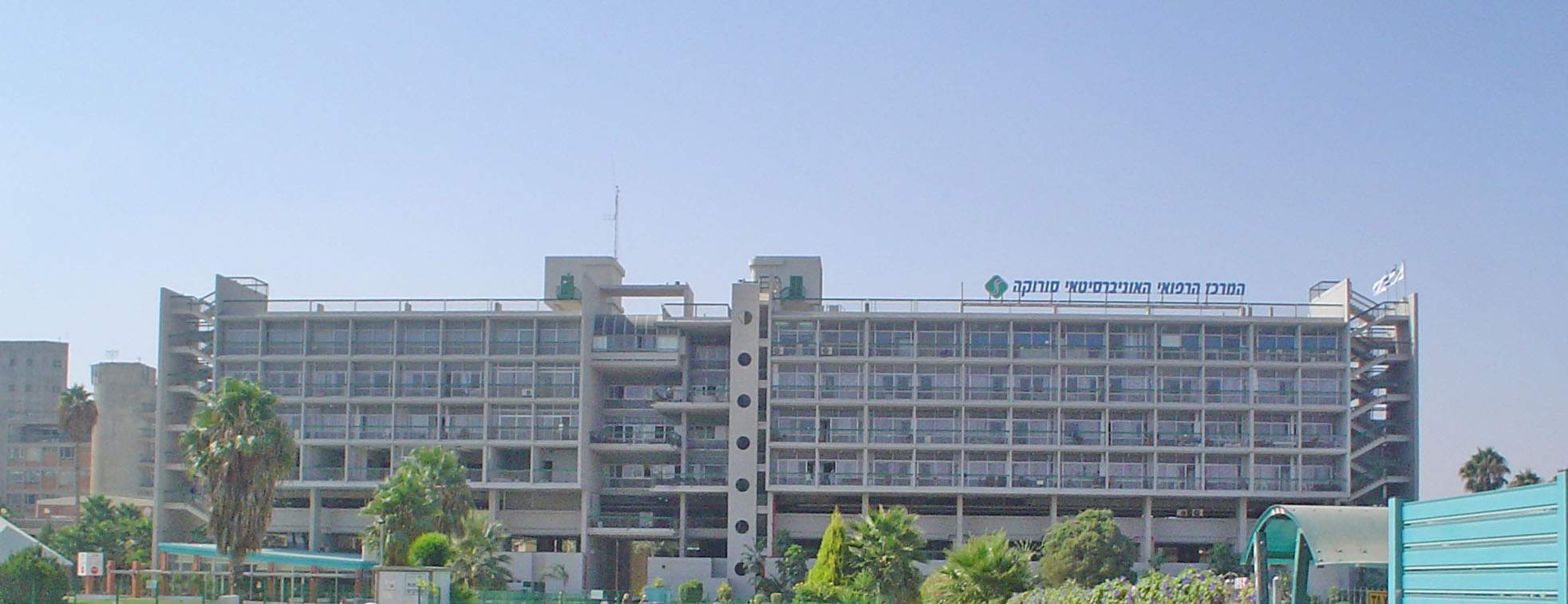
A Soroka kórház Beér-Sevában

A várost már az ószövetségi Szentírásban a Teremtés könyve is említi, mint az eskü helyét, ahol az Abimelek vezette filiszteusok és az izraeliták esküvel erősítették meg, hogy nem támadnak egymásra. A Biblia leírja, hogy két esküt is tettek itt az izraeliták, egyet Ábrahám, egyet pedig Izsák. Beér-Sevát megemlíti Józsué könyve is. A bibliai időkben Beér-Seva Izrael legdélibb városa volt, ezért a „Dántól Beér-Seváig” kifejezés egész Izraelt jelentette. A név etimológiájára több történet is van.
Ábrahám és Abimelek esküjénél az eskü forrása, máshol a hetek esküje, Izsák történeténél hét forrás, illetve Izsák és Abimelek esküjénél az eskü forrása jelentéssel magyarázza a Biblia. A nyelvtudomány szerint az az eskü forrása változat a valószínűbb magyarázat.
A régészeti leletek szerint az ősi Beér-Seva a mai várostól néhány kilométerrel északnyugatra feküdt és körülbelül az i. e. 4. évezredben népesült be. A történelem folyamán sokszor lerombolták, de mindig újjáépítették. Tel Beer-Shevának, azaz az ősi városnak utolsó lakói a bizánciak voltak, akik a 7. században hagyták el a várost. Az oszmán törökök, akik a 16. századtól a 19. század végéig ellenőrizték a mai Izrael területét alig szenteltek figyelmet Beér-Sevának. Európai zarándokok a várost romként említik, mely körül beduinok táboroznak. A törökök a 19. század végén rendőrállomást építettek a környékbeli beduinok ellenőrzésére.
Ez arra ösztönözte a beduinok egy részét, hogy felhagyjanak addigi nomád életmódjukkal és kis települést létesítsenek ezen a helyen. Hozzájuk csatlakoztak Hebronból és Gázából jött arabok is. Ekkor a törökök elhatározták, hogy megépítik a városközpontot, megtervezték az egyenes utcákat és a főbb épületek helyét. Vasútállomás is épült, mely az Askelón–Gáza vasútvonal állomása volt.
1917. október 31-én az első világháború palesztinai hadműveletei során a William Grant tábornok vezette 4. ausztrál könnyűlovasdandár négy mérföld széles harcvonalon indított támadása során lerohanta a török állásokat és elfoglalta Beér-Sevát. A történészek szerint ez volt a hadtörténet utolsó sikeres lovasrohama. Ezzel megkezdődött a több évtizedes brit mandátum korszaka. A brit uralom alatt Beér-Seva közigazgatási központ volt, ahol rendőrség és bíróság működött és a lakók többsége a briteknek dolgozott. Az ENSZ 1947. évi felosztási terve szerint Beér-Seva az arab övezetbe került. 1948-ban Izrael megalakításakor hat arab ország támadta meg az újonnan kikiáltott államot. Az izraeli hadsereg október 15. és 22. között a Yoav hadművelet során kiűzte területéről az egyiptomi csapatokat és megszállta a mai Dél-Izrael területét, így a város is izraeli ellenőrzés alá került.

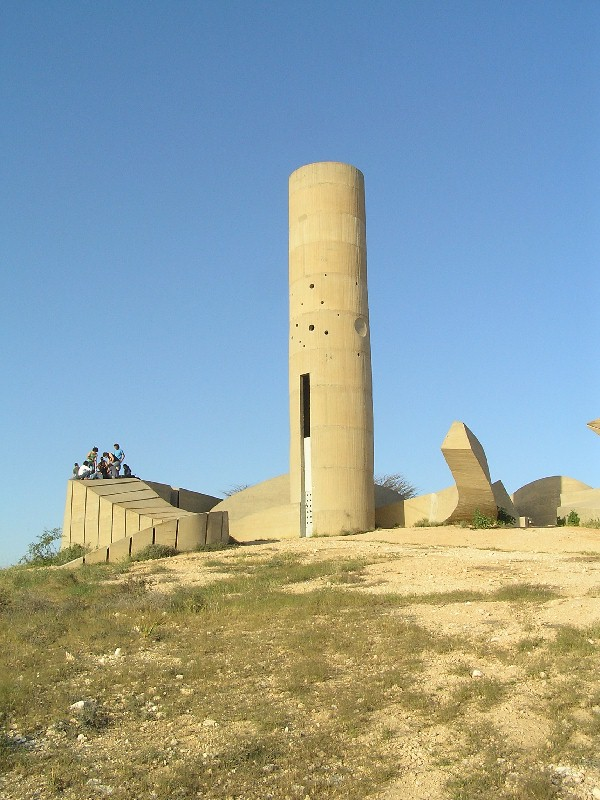
Dani Karavan által tervezett emlékmű Beér-Seva visszafoglalásának emlékére az egyiptomi erőktől

Húsz éve a városnak még 110 800 lakosa volt, ez a szám mára a folyamatos bevándorlás következtében 184 000 fölé nőtt. A városnak egyeteme, kórháza, szimfonikus zenekara van.
A városban 60 elemi iskola, 39 középiskola működik és magán oktatási intézmények is vannak. A várost külvárosok sora veszi körbe, ezek közül Omer, Lehavim és Meitar zsidó népességű, míg a legnagyobb beduin városok Rahat, Tel-Sheva és Lakija.
1957-től itt lakott s a város egyetemén tanított Kőrösy Ferenc (1906–1997) izraeli magyar vegyészmérnök, az MTA tagja.

## Sport
A város legnépszerűbb sportegyesülete a Amútat Hapóél Beér-Seva futballcsapata. A klubot 1949-ben alapították, kétszeres bajnok (1975 és 1976), izraeli kupagyőztes (1997) és kétszeres totókupagyőztes (1989 és 1996). Pályája a Terner stadion 16 000 befogadóképességű.
A város legsikeresebb sportága a sakk. Az 1973-ban alapított helyi sakkcsapat sokszoros izraeli bajnok és kupagyőztes, 2005-ben sakkvilágbajnokság házigazdája volt.

## Testvérvárosai
- Kolozsvár, Románia[7]